# Park Woo-jin
Park Woo-jin (Hangul: 박우진; Busan, 2 de noviembre de 1999), más conocido como Woojin, es un cantante y rapero surcoreano, conocido por ser miembro del grupo masculino surcoreano AB6IX. También es conocido por su participación en el programa de supervivencia Produce 101, dónde terminó en el puesto número 6, logrando quedar en el grupo proyecto Wanna One

## Biografía
Tiene una hermana menor.
En mayo del 2017 fue diagnosticado con herpes zóster oftálmico, del cual se recuperó.

## Carrera
Es miembro de la agencia "Brand New Music".
En 2011 junto a Jimin (de BTS) y Kang Daniel participaron en una competición de baile llamada "Busan City Kids" organizada por "Just Dance".
En 2015 fue aprendiz de "JYP Entertainment", pero a principios de 2016 fue transferido a la agencia Brand New Music.
En 2017 participó en la segunda temporada del programa Produce 101 donde se convirtió en el sexto miembro en formar parte del grupo proyecto "Wanna One", donde forma parte junto a Jisung, Minhyun, Seongwu, Jaehwan, Kang Daniel, Jihoon, Sungwoon, Jinyoung, Daehwi y Kuanlin, hasta ahora. Dentro del grupo tiene la posición de uno de los raperos y bailarines.
En 2019 apareció en sesión fotográfica para "@star1 magazine".

## Filmografía

### Programas de variedades
| Año  | Título                                    | Notas                                              |
| ---- | ----------------------------------------- | -------------------------------------------------- |
| 2019 | Law of the Jungle in Lost Jungle & Island | (ep. #363-367) - miembro                           |
| 2018 | Dancing High                              | (ep. #7-8) - juez invitado                         |
| 2018 | Battle Trip                               | (ep. #89-90) - participante - junto a Jihoon       |
| 2018 | Idol Room                                 | (ep. #1) - junto a Wanna One                       |
| 2018 | Knowing Bros                              | (ep. #122, 156) - invitado - junto a Wanna One     |
| 2018 | I Can See Your Voice: Season 5            | (ep. #3) - junto a Wanna One                       |
| 2018 | Happy Together                            | (ep. #6) - junto a Wanna One                       |
| 2018 | Two Yoo Project Sugar Man: Season 2       | (ep. #9) - junto a Wanna One                       |
| 2017 | Weekly Idol                               | (ep. #315-316, 335) - invitado - junto a Wanna One |
| 2017 | Infinite Challenge                        | (ep. #544-545) - invitado - junto a Wanna One      |
| 2017 | Produce 101 Season 2                      | participante                                       |
| 2011 | Busan City Kids                           | participante                                       |
| 2010 | Superstar K2                              | participante                                       |

### Programas de telerrealidad
| Año  | Título                  | Notas                       |
| ---- | ----------------------- | --------------------------- |
| 2018 | Wanna One Go: X-CON     | miembro - junto a Wanna One |
| 2018 | Wanna One Go: Zero Base | miembro - junto a Wanna One |
| 2018 | Wanna City              | miembro - junto a Wanna One |
| 2018 | Wanna One Go            | miembro - junto a Wanna One |

### Eventos
| Año  | Título                                                 | Notas                            |
| ---- | ------------------------------------------------------ | -------------------------------- |
| 2018 | 2018 Idol Star Athletics Championships Chuseok Special | participante - junto a Wanna One |

### Videos musicales
| Año  | Artista            | Canción      | Notas                        |
| ---- | ------------------ | ------------ | ---------------------------- |
| 2016 | Yang Da Il & Wendy | "One Summer" | apareció en el video musical |
| 2016 | MC GREE            | "Dangerous"  | apareció en el video musical |